# 長嶺喜一
長嶺 喜一（ながみね きいち、明治28年（1895年）6月2日 - 昭和20年（1945年）11月15日）は、大正、昭和期の日本の陸軍軍人。新潟県頸城郡寺野村東山寺（現在の新潟県上越市板倉区）出身。陸士28期・陸大36期。最終階級は陸軍中将。

## 経歴
明治28年（1895年）6月2日、新潟県頸城郡寺野村（現在の上越市板倉区）に三男三女の長男として生まれる。喜一は、明治35年（1902年）4月寺野村立久々野尋常高等小学校に入学、同41年（1908年）同校を卒業し、有恒学舎（現在の新潟県立有恒高等学校）に入学する。往復四里の道を通学、帰宅後は農業を手伝うなどの努力家であり、周囲からは大変な頑張り屋として知られていた。有恒学舎の教育は極めて厳格であった。喜一の学籍によれば、入学時58名であった生徒が、卒業できた者は23人だけであった。有恒学舎の創設者であった増村朴斎に学んだ5年間は、喜一の人間形成に大きな影響を与え、生涯にわたり、朴斎を敬慕していた。
大正2年（1913年）3月に有恒学舎を首席で卒業し、陸軍士官学校に合格する。同年11月に士官候補生として、金沢の歩兵第7連隊に配属され、第一歩を踏み出した。1年の隊付勤務を終え、東京市ヶ谷の陸軍士官学校に入校、教育を修了し、大正5年（1916年）に見習い士官として金沢勤務となった。早速増村朴斎に「今般無事士官学校を卒業できたのも先生の御薫陶のしからしむるところ」と厚く御礼申し上げる旨の卒業報告の礼状を出している。24歳で陸軍歩兵中尉に昇進し、大正10年（1921年）にシベリアへ派遣、当時のロシア情況を長文の手紙に託し増村朴斎に報告している。
26歳で、軍人養成の最高機関である陸軍大学校に入校、卒業し原隊に復帰、30歳で大尉となり、金沢の人、飯倉豊子と結婚。生涯二男三女に恵まれた。昭和5年（1930年）、歩兵第1連隊付となり、慶應義塾大学の配属将校として勤務する。有恒学舎の頃、福澤諭吉に心酔し憧れの慶應義塾に服務できたことは大きな喜びであった。2年の勤務の後少佐に昇進し、陸軍士官学校の教官となり、生徒の教育に専念する。
中佐のときに、日中戦争が勃発、北支那方面軍参謀を経て、昭和14年（1939年）に大佐となり、北支那方面軍司令部付となる。陸大時代の中国語の専門を生かし、中華民国臨時政府、続いて新国民政府の成立に伴い華北政務委員会の指導に当たった。治安の確保や資源の開発等の重責を負ったが、現地の人達からもその人柄が敬慕され、施策の充実に貢献した。
後に連隊長や第55師団参謀長を経て、47歳で少将に進級した。昭和18年（1943年）第3歩兵団長として治安警備に当たる。勲二等瑞宝章を叙勲。独立混成第62旅団長のときに終戦を迎える。部下の回想録によれば、「旅団長は訓練にも、自ら先頭に立たれ率先垂範され、行軍もすこぶる積極、戦闘でも最前線にあり指揮された。すばらしい人格で部下思い、全ての部下の敬慕するところなり」と追想している。
昭和20年（1945年）11月15日、上海の軍司令部に出向途中松江（スンキャン）駅において発車寸前の車中で脚気衝心で急死。享年50。同日付で中将に親任。中国での約10年間の勤務、住民に親しまれたその生涯を閉じた。

## 年譜
- 大正5年（1916年）
  - 5月26日 - 陸軍士官学校卒業。
  - 12月25日 - 陸軍歩兵少尉。
- 大正10年（1921年）12月14日 - 陸軍大学校入校。
- 大正13年（1924年）11月29日 - 陸軍大学校卒業（第36期）。
- 昭和12年（1937年）8月26日 - 北支那方面軍参謀（後方主任）。
- 昭和14年（1939年）3月9日 - 北支那方面軍特務部附。
- 昭和16年（1941年）4月10日 - 北支那方面軍特務部長代理（ - 昭和16年（1941年）7月7日）。
- 昭和16年（1941年）8月1日 - 歩兵第139連隊長。
- 昭和17年（1942年）8月1日 - 留守第55師団長。
- 昭和18年（1943年）3月1日 - 支那派遣軍総司令部附。
- 昭和18年（1943年）8月2日 - 第3歩兵団長。
- 昭和19年（1944年）1月10日 - 独立歩兵第9旅団長。
- 昭和19年（1944年）7月14日 - 独立混成第62旅団長（ - 昭和20年（1945年）6月10日）
- 昭和20年（1945年）11月15日 - 病死・陸軍中将に進級。

## 栄典
外国勲章佩用允許
- 1943年（昭和18年）7月14日 - 中華民国：二級同光勲章[1]